# Kunigami Seiin
 (avril 2019).
Si vous disposez d'ouvrages ou d'articles de référence ou si vous connaissez des sites web de qualité traitant du thème abordé ici, merci de compléter l'article en donnant les références utiles à sa vérifiabilité et en les liant à la section « Notes et références ».
Kunigami Ueekata Seiin (国頭 親方 正胤) (? – 1537) aussi connu sous son nom de style chinois Ba Shiryō (馬 思良), est un aristocrate et fonctionnaire du gouvernement du royaume de Ryūkyū. Kunigami Seiin a été le deuxième fils d'Okuma Kanjaa (奥間カンジャー), un forgeron qui vivait à Okuma, Kunigami.  Kanamaru a fui à Okuma et s'est caché dans les montagnes. Okuma Kanjaa l'a trouvé et l'a sauvé de la mort de faim. Plus tard, Kanamaru a accédé au trône en changeant son nom au King Sho En. En tant que récompense pour sa vie sauvée, Sho En a favorisé l'annoblissement de Seiin Kunigami, lui a offert Kunigami magiri (Kunigami moderne, Okinawa) comme un fief héréditaire. Il est membre du Sanshikan sous le règne de Shō Shin et Shō Sei.
Il était grand-père de Kunigami Seikaku. Plus tard, Seiin a été considéré comme le premier chef de Kunigami Udun (国頭御殿) à titre posthume.